# Deutsches Tageblatt
Das Deutsche Tageblatt war eine deutschsprachige Tageszeitung, die von 1917 bis 1919 in Budapest im Königreich Ungarn in der Habsburgermonarchie und hierauf in der Republik Ungarn und kurzzeitig in der Ungarischen Räterepublik erschienen ist. 

## Geschichte
Das Deutsche Tageblatt, herausgegeben von Johann Räser, vertrat die Interessen der deutschsprachigen Bevölkerung in Ungarn nach dem Zerfall der Habsburgermonarchie. Die Redaktion verpflichtete sich aber auch, über die Deutschen in anderen ehemals habsburgischen Gebieten zu berichten und sich für die Einhaltung der Rechte ethnischer Minderheiten in den benachbarten Nationalstaaten einzusetzen. Neben Nachrichten aus Politik, Gesellschaft und Wirtschaft bot die Zeitung ihren Lesern einen Kulturteil mit  deutscher Dichtung und Belletristik. Die Ausrufung der Räterepublik fand angesichts des vorherigen Scheiterns der bürgerlichen sozialdemokratischen Regierung gegenüber der territorialen Aufteilung des früheren Königreiches Ungarn die Unterstützung der von Otto Alscher geleiteten Redaktion. Dennoch musste das Deutsche Tageblatt anscheinend nach nur wenigen Tagen sein Erscheinen einstellen, während andere deutschsprachige Zeitungen wie das Neue Budapester Abendblatt die Gleichschaltung akzeptierten.